# Зелёный Луг (Минск)
Зелёный Луг (бел. Зялёны Луг) — жилой район в Минске, расположенный в северо-восточной части города рядом с сосновыми массивами, вдоль Слепянской водной системы, по обе стороны Логойского тракта. Единственный жилой район города, расположенный в двух административных районах — Советском и Первомайском.

## История
Некогда в районе нынешней улицы Мирошниченко располагалась деревня Зелёный Луг. Её имя получил жилой микрорайон, строительство которого началось в 1962 году на месте деревни Подболотье по проекту авторского коллектива архитекторов, в который вошли Р. Артемчик, И. Ситникова, Л.Архангельская, Л. Клицунова, Э.Левина, Л. Соколова, А. Шелякин.

## Состав
- Жилой микрорайон «Зелёный Луг — 1»
- Жилой микрорайон «Зелёный Луг — 2»
- Жилой микрорайон «Зелёный Луг — 3»
- Жилой микрорайон «Зелёный Луг — 4»
- Жилой микрорайон «Зелёный Луг — 5»[3]
- Жилой микрорайон «Зелёный Луг — 6»
- Жилой микрорайон «Зелёный Луг — 7»

## Транспорт

### Автобусы
- 13 Зеленый Луг-6 — Макаёнка
- 15 ДС «Славинского» — Фогеля
- 24 Зеленый Луг-6 — Воронянского
- 35 Зеленый Луг-6 — Макаёнка
- 37 ДС «Карбышева» — ДС «Восточная»
- 37д ДС «Карбышева» — Вокзал
- 80 ДС «Карбышева» — Великий лес
- 80д ДС «Карбышева» — Великий лес
- 87с Зеленый Луг--6 — АС «Автозаводская»
- 91 ДС «Калиновского» — Веснянка
- 95 ДС «Калиновского» — Слепянка
- 109 ДС «Карбышева» — Северное кладбище
- 109в ДС «Карбышева» — Цна — Северное кладбище
- 113Ас ДС «Уручье-4» — Областная больница
- 113с ДС «Уручье-4» — РПНЦ Онкологии
- 115Э АВ «Центральный» — Тубдиспансер
- 133 ДС «Карбышева» — Лебяжий
- 139 ДС «Карбышева» — Курсанта Гвишиани
- 141 ДС «Карбышева» — Областная Больница
- 141а ДС «Карбышева» — Боровлянская Школа № 3
- 145с ДС «Уручье-2» -Тубдиспансер
- 146с Дроздово — ДС «Карбышева»
- 152с Дс «Карбышева» — Боровлянская Школа № 3 (Через Дроздово)
- 157 Маневича — ДС «Карбышева»
- 158 ДС «Карбышева» — Валерьяново
- 162 ДС «Карбышева» — Цна
- 187Э Ст. м. Борисовский Тракт — Социальный Пансионат «Вяча»

### Троллейбусы
- 1 Зеленый Луг-6 — ст.м. Московская
- 2 Зеленый Луг-6 — ДС «Уручье-2»
- 29 ДС «Калиновского» — Музыкальный театр
- 34 ДС «Зеленый Луг-3» — ДС «Ангарская-4»
- 46 Зеленый Луг-6 — Музыкальный театр
- 53 ДС «Малиновка-4» — Зеленый Луг-6
- 61 ДС «Уручье-2» — Академическая
- 68 ДС «Уручье-2» — Академическая

### Трамваи
- 1 ДС «Зеленый Луг» — пл. Мясникова
- 5 ДС «Озеро» — ДС «Зеленый Луг»
- 6 ДС «Зеленый Луг» — ДС "Серебрянка
- 11 Проспект Независимости — ДС «Зеленый Луг»

### Метро
Станции метро в микрорайоне отсутствуют. Ближайшими считаются «Площадь Якуба Коласа» и «Площадь Победы», до которых можно добраться на трамваях. К 2030 году в микрорайоне планируется строительство станции «Зелёный Луг» Зеленолужской линии метро.

### Маршрутки
- 1008-ТК ДС «Сухарево-5» — Новая Боровая
- 1053-ТК МВЦ «Экспобел» — ДС «Малиновка-4»
- 1064-ТК МВЦ «Экспобел» — ДС «Серова»
- 1076-ТК МВЦ «Экспобел» — Ландера
- 1111-ТК РПНЦ Онкологии — Озерцо
- 1151 ТК ДС «Дружная» — Тубдиспансер
- 1346-ТК МВЦ «Экспобел» — ДС «Лошица-2»
- 1153-ТК МВЦ «Экспобел» — Малиновка-8
- 1191-ТК МВЦ «Экспобел» — ДС «Сухарево-5»
- 1146-ТК Дроздово — ДС «Лошица-2»
- 1464-ТК Ст.м. Восток — Социальный Пансионат «Вяча»

## Инфраструктура

### Учреждения образования
- школы: 13, 34, 66, 114, 122, 147, 148, 22 , 70
- гимназии: 9, 22 , 11
- детские сады: 19, 71, 103, 154, 268, 302, 356, 378, 395, 406 , 253
- Минский государственный торговый колледж, Минский государственный колледж строительства имени В. Г. Каменского

### Учреждения здравоохранения
- Детская Поликлиника № 17, 19
- Поликлиники 27, 30

### Промышленная инфраструктура
- Хлебозавод № 5 г. Минска

## География

### Расположение
Расположен в северо-восточной части Минска, граничит с микрорайоном Восток, Сельхозпосёлком, Минской кольцевой автомобильной дорогой и Жилым комплексом Северный Берег.

### Водная система
Слепянская водная система.

### Природа
- Лесопарк «Зелёный Луг»
- Парк Полоцкий
- Северный Лесопарк

Вблизи также находятся Севастопольский парк, лесопарк Цнянский лес и Цнянское водохранилище.

## Достопримечательности
- Храм Воскресения Христова
- Недалеко от района располагается урочище Куропаты
- Каналы, водопады и фонтаны Слепянской водной системы